# Slash (artiest)
Saul Hudson (Hampstead, 23 juli 1965), bekend onder het pseudoniem Slash, is een Brits-Amerikaans muzikant. Hij is vooral bekend als leadgitarist van de Amerikaanse rockband Guns N' Roses, waarin hij speelde van 1985 tot 1996 en waarin hij in 2016 terugkeerde. In de tussentijd vormde hij Slash's Snakepit en was hij medeoprichter van Velvet Revolver, samen met de voormalig Guns N' Roses-bandleden Duff McKagan en Matt Sorum. Zijn debuutalbum als soloartiest, simpelweg Slash genaamd, kwam uit in 2010. Dit soloproject kreeg vervolg met Apocalyptic Love (2012), World on Fire (2014), Living the Dream (2018) en 4 (2022).

## Vroege levensloop
Slash is geboren in Hampstead, een rijkere buurt in Londen, en groeide op in Stoke-on-Trent. Slash is de zoon van een witte Engelse vader en een zwarte Amerikaanse moeder. Zijn moeder, Ola Hudson, werkte als kostuummaker voor onder anderen David Bowie. Zijn vader, Anthony Hudson, was ontwerper van albumontwerpen voor artiesten zoals Neil Young en Joni Mitchell. Op 11-jarige leeftijd scheidden zijn ouders en woonde hij voornamelijk in bij zijn moeder.
De aanleiding voor Slash om gitaar te gaan spelen kwam door een muzikale leraar op school:

Tangerine van Led Zeppelin was het allereerste liedje dat ik onder de knie had. Ik had een leraar op school met een Les Paul en hij speelde altijd Cream en Zeppelin gitaarlicks. En toen ik hem hoorde dacht ik: "Dat is wat ik wil doen."

Na het besluit een band te vormen met zijn vriend Steven Adler, besloot Slash basgitaar te gaan spelen omdat Adler zichzelf als leadgitarist bestempeld had. Slash ging naar de Fairfax Music School en vertelde de receptioniste dat hij basgitaar wilde spelen. In die tijd ontmoette hij zijn leraar Robert Wolin. Wolin vertelde hem dat hij een eigen basgitaar nodig had als hij wilde leren spelen. Slash ging naar huis en vroeg zijn oma om een gitaar. Zij gaf hem een enkelsnaars flamencogitaar. Nadat Slash Wolin Brown Sugar hoorde spelen op zijn gitaar, besefte Slash dat de gitaar zijn roeping was.

## Carrière
In 1983 vormde Slash de band Road Crew samen met jeugdvriend Steven Adler. Ze plaatsten een advertentie in de krant voor een bassist en ontvingen een bericht van Duff McKagan.
Nadat Road Crew uiteenviel ging Slash spelen bij een lokale band Black Sheep. Samen met een andere nieuwe groep, Hollywood Rose, stonden ze in 1984 als openingsact bij de christelijke metalband Stryper. Na de show maakten Slash en Axl Rose kennis met elkaar en ze werden al snel vrienden. Duff McKagan speelde intussen samen met Izzy Stradlin en Axl, en deze band kwam niet echt van de grond. Duff besloot zijn oude vrienden Slash en Steven erbij te vragen, en Guns 'n Roses was compleet.
Na 1996 verliet Slash Guns N' Roses en trad hij bij Slash's Blues Ball, Slash's Snakepit en Velvet Revolver op als leadgitarist. Daarnaast heeft hij ook meegespeeld op nummers van artiesten als Alice Cooper, Michael Jackson, Blackstreet, Lenny Kravitz, Rihanna, Fergie, Myles Kennedy en M. Shadows.
In november 2009 bekroonde het magazine Time Magazine Slash als de tweede beste gitarist aller tijden. Hij haalde ook de 21ste plaats van 50 beste gitaristen ooit, een lijst van Gigwise.
Op 2 april 2010 bracht Slash zijn eerste soloalbum Slash uit. Hierop werkt Slash onder meer samen met Fergie, Ozzy Osbourne, M. Shadows, Lemmy Kilmister, Myles Kennedy en Kid Rock. In 2014 kwam het album World On Fire uit waar hij samen aan werkte met Myles Kennedy en The Conspirators.
In 2012 kreeg Slash een ster op de Hollywood Walk of Fame.
Slash werkte in 2013 mee aan een nummer van het debuutalbum van The Dead Daisies, dat in het najaar van 2013 gratis bij het rockmagazine "*Classic* Rock" zat. Het album is ondanks de gratis verspreiding ook als (betaalde) download en in de normale verkoop verkrijgbaar.
In 2014 werd de Sena Performers European Guitar Award aan hem toegekend.

## Kenmerkende eigenschappen
Slash' handelsmerken zijn onder meer dat hij tijdens optredens vaak een hoge hoed en een zonnebril draagt. Eveneens kenmerkend is dat hij het spelen van solo's meestal combineert met het rustig oproken van een sigaret. Hij was een fervent drinker van Jack Daniels whiskey, vroeger stond hij dan ook al weleens dronken op het podium.
Door zijn verschijning en karakteristieke gitaargeluid, dat hij bereikt door gebruik te maken van een Les Paul met Seymour Duncan Alnico II Pro elementen (waarvan in zijn solo's de tone veelal weggedraaid wordt) versterkt door een Marshall-versterker, is hij uitgegroeid tot een van de meest toonaangevende gitaristen van het moment. Zijn op blues gebaseerde solo's en ritmepartijen onderscheiden hem sinds het einde van de jaren tachtig van de toenmalige lichting geschoolde gitaarspelers die toen erg populair waren (onder anderen Steve Vai, Yngwie J. Malmsteen, Jason Becker). In het spel van Slash is duidelijk de invloed van een van zijn grote voorbeelden, Led Zeppelin-gitarist Jimmy Page, te horen.
Zijn artiestennaam komt van de zoon van Seymour Cassel, die hem de bijnaam gaf omdat "Slash altijd gehaast was en zich van het ene ding naar het andere haastte".

## Het geluid vanAppetite for Destruction
Op internet is er een ware klopjacht ontstaan op zoek naar het kenmerkende geluid van Appetite for Destruction. Verschillende fora en YouTube-filmpjes zijn gewijd aan het zoeken en proberen na te streven van dit specifieke gitaargeluid.
Voor de opnames van Appetite for Destruction begonnen, is Slash in 1986 bij Studio Instrument Rentals (S.I.R.) verschillende versterkers gaan testen, zodat hij een geschikte versterker kon vinden voor de opnames. Zijn keus viel hierbij op S.I.R. inventarisnummer #39, een door Tim Caswell aangepaste Marshall 1959 Super Tremolo, waarbij het tremolocircuit was omgebouwd tot een extra gain-stage. Toen in 1987 de opnames begonnen was deze versterker al verhuurd, hoogstwaarschijnlijk aan George Lynch. Daarom leverde S.I.R. voor de Appetite for Destruction-opnames hun versterker #36, die door Frank Levi nagenoeg identiek aan #39 was aangepast.
Na de opnames heeft Slash getracht de #36 over te nemen, maar S.I.R. wilde hier niet aan meewerken aangezien het een van hun meest verhuurde versterkers was. Vervolgens heeft Slash geprobeerd #36 te verduisteren, door aan S.I.R. te vertellen dat de versterker gestolen zou zijn, zodat hij deze versterker na de verhuurperiode niet terug hoefde te brengen. Een jaar later echter identificeerde Glenn Buckley, een werknemer van S.I.R., de versterker bij een optreden in Los Angeles en werd de versterker teruggenomen. Beide versterkers zijn niet meer in Slash' bezit, en het is niet bekend waar de versterkers gebleven zijn.
Marshall is hierop ingesprongen en heeft in samenwerking met Slash in 2011 de AFD100 versterker uitgebracht. Deze versterker heeft een op een Marshall 2203 gebaseerd voorversterkercircuit met de bovengenoemde aanpassingen van #36 en gebruikt vier 6550 eindbuizen. Tevens is de AFD100 schakelbaar naar de #34 mod, een andere, door Frank Levi aangepaste JCM800 die Slash nog steeds in zijn bezit heeft. De #34 is onder andere gebruikt op de Use Your Illusion-albums. De #34 mod schakelt de extra voorversterkerbuis van #36 uit en gebruikt in plaats daarvan een cathode-follower als extra gain-stage. De versterker is in een gelimiteerde oplage van 2300 stuks uitgebracht.

## Discografie
- Zie ook discografie Guns N' Roses.
- Zie ook discografie Slash's Snakepit.
- Zie ook discografie Velvet Revolver.

### Albums
| Album met eventuele hitnotering(en) in de Nederlandse Album Top 100 | Datum van verschijnen | Datum van binnenkomst | Hoogste positie | Aantal weken | Opmerkingen                                      |
| ------------------------------------------------------------------- | --------------------- | --------------------- | --------------- | ------------ | ------------------------------------------------ |
| Slash                                                               | 02-04-2010            | 10-04-2010            | 17              | 18           |                                                  |
| Live in Manchester                                                  | 03-07-2010            | -                     |                 |              | met Myles Kennedy / Livealbum                    |
| Made in Stoke 24/7/11                                               | 14-11-2011            | -                     |                 |              | met Myles Kennedy / Livealbum                    |
| Apocalyptic Love                                                    | 18-05-2012            | 26-05-2012            | 7               | 5            | met Myles Kennedy & The Conspirators             |
| World on Fire                                                       | 16-09-2014            | 20-09-2014            | 6               | 8            | met Myles Kennedy & The Conspirators             |
| Living The Dream                                                    | 21-09-2018            | 29-09-2018            | 21              | 2            | met Myles Kennedy & The Conspirators             |
| Living The Dream Tour                                               | 20-09-2019            | -                     | -               | -            | met Myles Kennedy & The Conspirators / Livealbum |
| 4                                                                   | 11-02-2022            | 19-02-2022            | 11              | 1            | met Myles Kennedy & The Conspirators             |

| Album met hitnotering(en) in de Vlaamse Ultratop 200 albums | Datum van verschijnen | Datum van binnenkomst | Hoogste positie | Aantal weken | Opmerkingen                          |
| ----------------------------------------------------------- | --------------------- | --------------------- | --------------- | ------------ | ------------------------------------ |
| Slash                                                       | 2010                  | 10-04-2010            | 38              | 11           |                                      |
| Apocalyptic Love                                            | 2012                  | 26-05-2012            | 13              | 5            | met Myles Kennedy & The Conspirators |

### Singles
| Single met eventuele hitnotering(en) in de Nederlandse Top 40 | Datum van verschijnen | Datum van binnenkomst | Hoogste positie | Aantal weken | Opmerkingen |
| ------------------------------------------------------------- | --------------------- | --------------------- | --------------- | ------------ | ----------- |
| Beautiful Dangerous                                           | 2010                  | 13-10-2010            | tip17           | -            | met Fergie  |

### Dvd's
| Dvd's met hitnoteringen in de Nederlandse Music Top 30 | Datum van verschijnen | Datum van binnenkomst | Hoogste positie | Aantal weken | Opmerkingen                          |
| ------------------------------------------------------ | --------------------- | --------------------- | --------------- | ------------ | ------------------------------------ |
| Live - Made in Stoke 24/7/11                           | 2011                  | 26-11-2011            | 18              | 7            | met Myles Kennedy                    |
| Live at the Roxy 25.9.14                               | 2015                  | 20-06-2015            | 3               | 18           | met Myles Kennedy & The Conspirators |

## Gastoptredens bij verscheidene artiesten
- 2013 - Tomorrowland - Chuckie
- 2011 - The Roast of Charlie Sheen → Inleiding Charlie Sheen
- 2010 - Fergie - Beautiful Dangerous
- 2009 - ZZ Top → La Grange (met John Mayer)
- 2009 - Brüno (film) → Dove of Peace (soundtrack/single bij film, met diverse artiesten)
- 2009 - Rihanna - Rated R. → Rockstar 101
- 2008 - Alice Cooper - Along Came A Spider → Vengeance Is Mine
- 2007 - Queen and Paul Rodgers → Tie Your Mother Down
- 2006 - Daughtry - Daughtry → What I Want
- 2006 - Paulina Rubio - Ananda → Nada Puede Cambiarme
- 2006 - Derek Sherinian - Blood of the Snake → In The Summertime
- 2006 - The Fast and the Furious: Tokyo Drift (original motion picture soundtrack) → Mustang Nismo
- 2006 - The Fast and the Furious: Tokyo Drift (original score) → Welcome To Tokyo
- 2006 - Sarah Kelly - Where the Past Meets Today → Still Breathing; Out of Reach
- 2005 - Ray Charles - More Music from Ray → Baby Let Me Hold Your Hand (version 2003)
- 2005 - Eric Clapton - Save The Children Benefit Single → Tears In Heaven
- 2005 - The Beatles - Benefit Single for the 2004 Indian Ocean earthquake → Across The Universe
- 2003 - Elan - Street Child → Street Child
- 2003 - The Yardbirds - Birdland → Over, Under, Sideways, Down
- 2003 - Matt Sorum - Hollywood Zen → The Blame Game
- 2003 - Robert Evans - The Kids Stay In The Picture Soundtrack → Love Theme From The Godfather
- 2002 - Ray Charles - Ray Charles Sings for America → God Bless America Again
- 2001 - Rod Stewart - Human → Human; Peach
- 2001 - Cheap Trick - Silver → You’re All Talk
- 2001 - Michael Jackson - Invincible → Privacy
- 2001 - Bad Company - Merchants of Cool → Wishing Well; Crossroads
- 2001 - Ronnie Wood - Far East Man → Assorted Songs
- 2000 - Doro - Calling The Wild → Now Or Never
- 1999 - Various Artists - Humanary Strew: A Tribute to Alice Cooper → No More Mr. Nice Guy
- 1999 - Chic - Live at the Budokan - Le Freak; Stone Free
- 1999 - Graham Bonnet - Day I Went Mad → Oh! Darling
- 1999 - Duff McKagan - Beautiful Disease → Hope; Mezz
- 1998 - Ella - El → Bayangan
- 1997 - Alice Cooper - A Fistful of Alice → Lost in America; Only Women Bleed; Elected
- 1997 - Sammy Hagar - Marching to Mars → Little White Lie
- 1997 - Michael Jackson - Blood on the Dance Floor: HIStory in the Mix → Morphine
- 1997 - Blackstreet - Another Level → Fix
- 1997 - Marta Sánchez - Azabache → Moja mi Corazón
- 1997 - Insane Clown Posse - The Great Milenko → Halls of Illusions
- 1996 - Marta Sánchez - Curdled Soundtrack → Obsession Confession
- 1995 - Quentin Tarantino - Jackie Brown → Jizz Da Pitt
- 1995 - Mario Peebles - Panthers Soundtrack → The Star Spangled Banner
- 1995 - Michael Jackson - HIStory → D.S.
- 1994 - Paul Rodgers - Stone Free: A Tribute To Jimi Hendrix → I Don't Live Today
- 1994 - Gilby Clarke - Pawnshop Guitars → Cure Me...Or Kill Me...; Tijuana Jail
- 1994 - Carole King - In Concert → onder andere Hold Out For Love
- 1993 - Carole King - Colour Of Your Dreams → onder andere Hold Out For Love
- 1993 - Paul Rodgers - Muddy Water Blues: Tribute to Muddy Waters → The Hunter
- 1993 - Duff McKagan - Believe In Me → Believe In Me; Just Not There
- 1992 - Motörhead - March ör Die → Ain't No Nice Guy; You Better Run
- 1992 - Queen - Freddie Mercury Tribute Concert → Tie Your Mother Down
- 1992 - Spinal Tap - Break Like the Wind → Break Like the Wind
- 1991 - Lenny Kravitz - Mama Said → Fields of Joy; Always on the Run
- 1991 - Alice Cooper - Hey Stoopid → Hey Stoopid
- 1991 - Michael Jackson - Dangerous → Black or White; Give In to Me
- 1990 - Iggy Pop - Brick by Brick → Home; My Baby Wants To Rock & Roll; Pussy Power; Butt Town
- 1988 - Alice Cooper - Western Civilization: The Metal Years → Under My Wheels

## Trivia
In de vijfde aflevering van het vijftiende seizoen van South Park werd Slash op de hak genomen en voorgesteld als een equivalent van de kerstman. Slash zou een mythe zijn die afstamt van de Nederlandse "Wunterslaush" (Sinterklaas) en blijkt helemaal niet te bestaan.

## Signatures

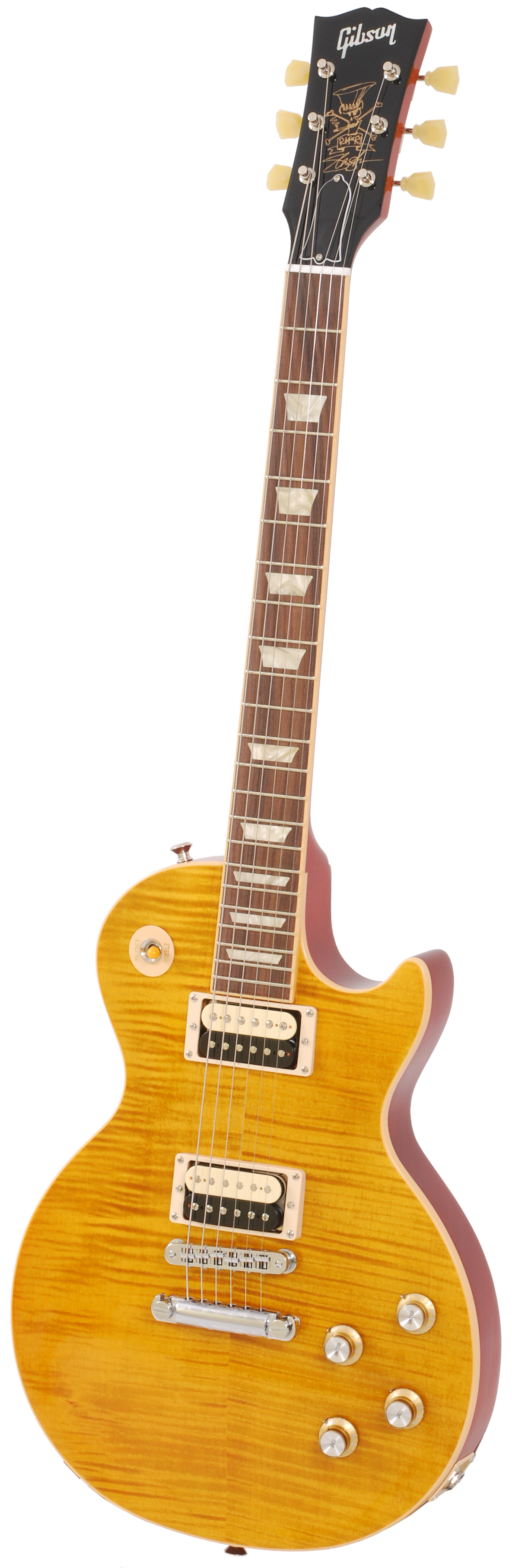
Gibson Slash "AFD" Les Paul

- Gibson Slash vermillion (1200 stuks van gemaakt)
- Gibson Slash rosso corsa (1200 stuks van gemaakt)
- Gibson Les Paul "AFD" Custom Shop
- Gibson Les Paul "AFD" (Appetite For Destruction) (zie afbeelding)
- Epiphone Les Paul "AFD"
- Gibson Les Paul Goldtop
- Epiphone Les Paul Goldtop
- Gibson USA Slash Signature Les Paul Standard
- Gibson Custom Shop (geïnspireerd door Slash Les Paul Standard)
- Epiphone Slash Signature Les Paul Standard Plus Top
- Marshall JCM Slash 2555 Jubilee Signature
- Marshall AFD100
- SW-95 Slash Signature (Wah-Wahpedaal)
- Seymour Duncan Slash (aangepaste Alnico II Pro met een heel ander geluid)